# کالابرگ

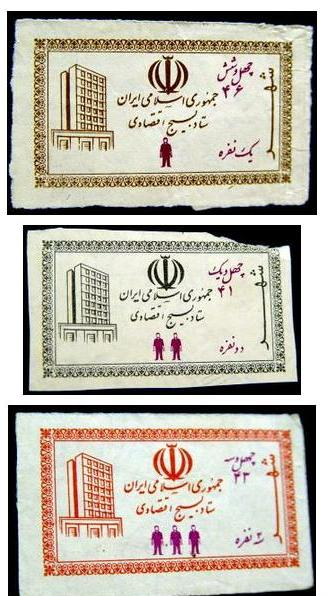
نمونه‌هایی از کوپن‌های مخصوص دفترچه بسیج اقتصادی در سال‌های پس از انقلاب ۱۳۵۷ ایران

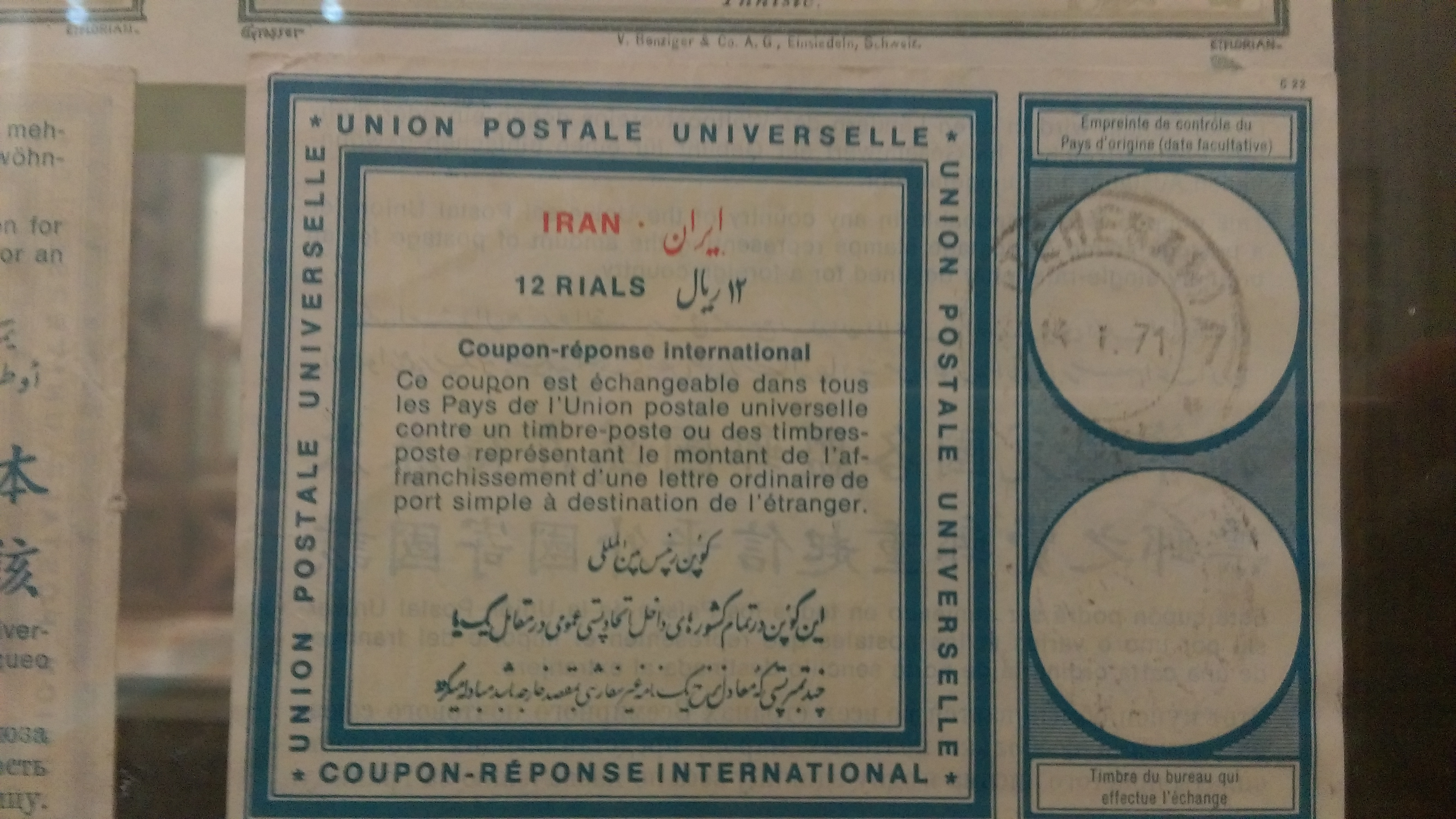
یک کوپن

کالابرگ یا کوپُن (به انگلیسی: coupon) برگه کاغذی است که توسط دولت یا سازمانها در اختیار شهروندان قرار می‌گیرد تا با ارائه آن کالاهای اساسی خود را دریافت کنند.

## ایران
در خلال جنگ جهانی دوم دولت از سهمیه بندی کوپنی استفاده کرد.
به دلیل قحطی حاصل جنگ عراق با ایران کل دهه شصت ۱۳۵۹ تا ۱۳۶۸ دولت برنامه سهمیه بندی کوپن ۱۶ قلم کالا اساسی را اجرا کرد.
از ۱۳ خرداد سال ۱۴۰۲  وزیر کار ورفاه شبکه ملی اعتبار یا کالابرگ الکترونیک برای چند ده قلم کالا را فقط برای طبقه کم درآمد اجرا کرد که تا تاریخ ۲۲ اردیبهشت ۱۴۰۳ پرداخت شد و پس از آن متوقف شد، پس از آن و به دلیل سانحه سقوط بالگرد ابراهیم رئیسی رئیس جمهور وقت و فوت وی و همچنین انتخابات ریاست‌جمهوری ایران (۱۴۰۳) و آغاز به کار دولت چهاردهم جمهوری اسلامی ایران برای چندین ماه شرایط و زمان واریز کالابرگ در هاله ای از ابهام قرار گرفته تا اینکه دولت چهاردهم با مشورت و هماهنگی با مجلس شورای اسلامی و پس از برگزاری جلسه سران قوا تصمیم به اجرا مجدد طرح با شرایط، مبلغ و زمان پرداخت متفاوت با دوره های پیش از توقف طرح گرفته و این طرح دوباره از تاریخ ۱۱ اسفند ۱۴۰۳ در ایران اجرا شد. 